# L'Île aux Ours
Pour l’article homonyme, voir Île aux Ours.
L'Île aux Ours est une série télévisée d'animation française réalisée par Jacques Peyrache, produite par Pixibox, et diffusée en 1992.
Au Québec, elle a été diffusée à partir du 2 janvier 1993 dans Vazimolo à la Télévision de Radio-Canada.

## Synopsis
Dans l'île aux lapins, échoue un berceau avec un petit animal que l'on appelle Eddie. Un jour, un petit fantôme lui révèle qu'il est un ours et qu'il existe une île aux ours. Eddie part alors dans son ballon, en compagnie de p'tit Max à la recherche de cette île.

## Personnages principaux
- Personnage principal : Eddie, un ours blanc portant un masque
- Personnages secondaires : Un lapin appelé p'tit Max, un fantôme dans une bouteille et le Baron rose.

## Membres des 4 éléments
- L'oiseau tempête : Il est le premier méchant des quatre qu'ils ont rencontrés. Cela s'est déroulé dans les nuages. Il jouait de l'orgue et il se subdivisait en oiseaux gris quand il se déplaçait, un peu comme les vampires qui se changent en banc de chauve-souris.
- La sirène Lodine : Elle dirigeait un iceberg. C'était un lieu public, comme une école ou un casino. Elle se déplaçait dans une baignoire transportée par ses serviteurs lorsqu'elle était hors de l'eau.
- La sorcière Marveline : Elle vivait dans un volcan. Elle était la plus déterminée à arrêter Eddie à cause d'une prophétie. Cette prophétie disait que le pouvoir des quatre éléments serait perdu s'il arrivait quelque chose avec l'île aux ours... Il est possible que ce soit eux qui avaient fait disparaître l'île à cause de cette prophétie. Depuis le début de la série, elle les surveille et leur cause des ennuis.
- Le singe tropique : Il avait son armée personnelle de Dragon-Vampire. Il avait sa tour dans la jungle et elle représentait l'industrialisation et la pollution. Il avait une flotte d'avions bizarres qu'il construisait en chaîne et qui lançaient de l'acide.

## Parole du générique
Dans l'île aux ours, y'a un lapin, y'a un fantôme,

Y'a un lapin, y'a un fantôme

Dans l'île aux ours, y'a des pâtés, ballons qui volent

Dans l'île aux ours, y'a des yeux qui rient, qui rigolent

Dans l'île aux ours, y'a des yeux qui rient

Dans l'île aux ours, y'a des yeux ronds comme des pommes

Des ballons et des pommes.

Mais surtout, vous allez voir Eddie,

L'ours des neiges dans sa nacelle perdue dans l'univers (Eddie revient!)

Mais surtout, ne vous moquez pas de lui,

Ce qu'il recherche, c'est ce qu'il aime, oui c'est ce qu'il chérit

Eddie le fantôme et ses amis

Dans l'île aux ours, y'a un lapin, y'a un fantôme,

Y'a un lapin, y'a un fantôme

Dans l'île aux ours, y'a des copains qui volent, qui rigolent,

Des copains qui rigolent

Dans l'île aux ours